# Николаидис, Демис
Фемистокли́с (Де́мис) Николаи́дис (греч. Θεμιστοκλής "Ντέμης" Νικολαΐδης; 17 сентября 1973, Гиссен, ФРГ) — греческий футболист, чемпион Европы 2004 года. С 2004 по 2008 являлся президентом афинского АЕКа.

## Карьера
Николаидис родился в немецком Гиссене, но детство провел в Александруполисе, где и начал играть в футбол. После сезона в местном любительском клубе он перешёл в профессиональный клуб «Аполлон Смирна» из Афин. Игрой за этот клуб Николаидис заслужил интерес «Панатинаикоса» и «Олимпиакоса», но игрок перешёл в любимый клуб своего детства  АЕК. В АЕКе Николаидис провёл 7 сезонов и стал его капитаном, но так и не выиграл титула чемпиона Греции. В 2002 году получил премию Fair Play за то, что признался судье, что забил гол рукой в финале Кубка Греции в мае 2000 года. В 2003 году из-за банкротства АЕКа был вынужден покинуть клуб и перешёл в мадридский «Атлетико», где провёл один сезон. На ЕВРО 2004 сыграл в четырёх матчах. По окончании турнира объявил о завершении карьеры.
В 2004 году выкупил АЕК, которому грозил перевод в четвёртый дивизион из-за долгов и коррупции, и стал его президентом. За четыре года клуб смог избавиться от долгов и вернуться в элиту греческого футбола. В ноябре 2008 Николаидис ушёл в отставку, так как считал, что не выполнил свою цель.

## Личная жизнь
Николаидис с июля 2003 года до 2021 года был женат на греческой певице Деспине Ванди. Имеет сына и дочь.